# Chess (Schachprogramm)
Chess (deutsch „Schach“) war ein frühes Schachprogramm, das in den 1970er-Jahren die Computerschachszene beherrschte. In der Zeit von 1970 bis 1979 gewann es acht Mal die Nordamerikanische Computerschachmeisterschaft. Darüber hinaus wurde es 1977 Computerschachweltmeister.

## Geschichte
Entwickelt wurde die Software Chess ab 1968 von Studenten der amerikanischen Northwestern University (UW) (nahe Chicago), zunächst durch Larry Atkin und Keith Gorlen. Mitte 1969 stieß ihr Kommilitone David Slate dazu. Das Programm lief auf Supercomputern von Control Data. Eine frühe Version war Chess 3.0, die im September 1970 zur ersten großen Computerschachmeisterschaft der Geschichte antrat. Dabei handelte es sich um die 1st ACM United States Computer Chess Championship, die wenige Jahre später zur Nordamerikanischen Computerschachmeisterschaft wurde. Organisiert wurde sie durch die Association for Computing Machinery (ACM), in Person von Monty Newborn, damals Professor für Elektrotechnik an der Columbia University in New York City. Zum Turnier zugelassen waren alle Arten von Computern und Schachprogrammen. Chess 3.0 gewann das Turnier und wurde erster Computerschachmeister der USA.
|   | a | b | c | d | e | f | g | h |   |
| 8 |   |   |   |   |   |   |   |   | 8 |
| 7 |   |   |   |   |   |   |   |   | 7 |
| 6 |   |   |   |   |   |   |   |   | 6 |
| 5 |   |   |   |   |   |   |   |   | 5 |
| 4 |   |   |   |   |   |   |   |   | 4 |
| 3 |   |   |   |   |   |   |   |   | 3 |
| 2 |   |   |   |   |   |   |   |   | 2 |
| 1 |   |   |   |   |   |   |   |   | 1 |
|   | a | b | c | d | e | f | g | h |   |

Stellung nach 55. Td7–c7: Levy, als Schwarzer, gab auf.
In den folgenden Jahren wurde Chess kontinuierlich verbessert und gewann mit unterschiedlichen Versionsnummern (zuletzt 4.9 im Jahr 1979), und mit nur zwei Ausnahmen (1974 Ribbit und 1978 Belle), alle weiteren Nordamerikanischen Computerschachmeisterschaften der 1970er-Jahre.
Auf dem Supercomputer CDC Cyber 176 des damaligen amerikanischen Herstellers Control Data Corporation (CDC) laufend, erreichte die Version 4.7 eine Spielstärke (Elo-Zahl) von 2030 und schlug im Jahr 1978 – was damals als Sensation wahrgenommen wurde – einen Internationalen Schach-Meister (IM David Levy) in einer regulären Turnierpartie (siehe auch: Chess 4.7 gegen David Levy).